# Cynodonichthys tenuis
El almirante del Hule es la especie Cynodonichthys tenuis, un pez de agua dulce la familia de los rivulines en el orden de los ciprinodontiformes.

## Morfología
De cuerpo alargado y bello color azul-plateado con la parte caudal de color rojo, los machos pueden alcanzar los 6,5 cm de longitud máxima.

## Distribución geográfica
Se encuentran en ríos de América Central, en cuencas fluviales de Guatemala, México, Belice y Honduras.

## Hábitat
Viven en pequeños cursos de agua entre 22 y 28°C y pH 6,8, de comportamiento bentopelágico y no migrador.
No es un pez estacional. Es fácil de mantener cautivo en acuario por lo que es apreciado en acuariología.